# پیتر کافی (بازیکن فوتبال)
پیتر کافی (انگلیسی: Peter Coffill؛ زادهٔ ۱۴ فوریهٔ ۱۹۵۷) بازیکن فوتبال اهل بریتانیا است.
از باشگاه‌هایی که در آن بازی کرده‌است می‌توان به باشگاه فوتبال تورکی یونایتد، باشگاه فوتبال برانتهام اتلتیک، باشگاه فوتبال بری تاون، باشگاه فوتبال کیدرمینستر هاریرس، باشگاه فوتبال آیلزبری یونایتد، باشگاه فوتبال واتفورد، و باشگاه فوتبال نورث‌همپتون تاون اشاره کرد.